# Плоидность

Диплоидные клетки имеют два гомологичных экземпляра каждой хромосомы

Пло́идность — число наборов гомологичных хромосом, находящихся в ядре клетки.
Иногда этот термин применяют и в отношении прокариотических клеток, лишённых ядра. Большинство прокариот гаплоидно, то есть имеет одну копию бактериальной «хромосомы», однако встречаются диплоидные и полиплоидные бактерии.
Различают ядра:
- гаплоидные (с одинарным набором хромосом, которые, таким образом, непарные),
- диплоидные (с двойным набором, то есть парными хромосомами),
- полипло́идные (могут быть три-, тетра-, гексаплоидными и т. д. в зависимости от количества гаплоидных наборов),
- анеуплоидные (когда удвоение или утрата — нуллисомия, моносомия, трисомия или тетрасомия — охватывает не весь геном, а лишь ограниченное число хромосом).

Количество хромосом в гаплоидном наборе обозначают буквой {\displaystyle n}. Таким образом, диплоидные клетки имеют {\displaystyle 2n} хромосом, триплоидные — {\displaystyle 3n} и т. д.
Полиплоидию не следует путать с увеличением количества ядер в клетке и увеличением числа молекул ДНК в хромосоме (политенизацией хромосом).

## Гаплоиды
Гаплоиды — ядро, клетка, организм с одним набором хромосом, представляющим половину полного набора, свойственного исходной форме (виду).
Спонтанная гаплоидия — явление редкое, однако постоянно встречающееся у многих видов растений, в том числе и у древесных, например у сосны обыкновенной. Обычно частота гаплоидии не превышает 0,1 %. Описаны миксоплоиды, содержащие как диплоидные, так и гаплоидные клетки. Предполагается, что гаплоидные клетки возникают в результате соматической конъюгации хромосом, сопровождаемой «выпадением» их репликации в отдельных клеточных циклах.
Гаплоиды найдены у большинства культурных растений.

## Классификация гаплоидов
Общепринятой классификации гаплоидов не существует. Различными исследователями выделяются следующие группы:
- Моноплоиды — гаплоидные потомки диплоидных родителей.
- Полигаплоиды — гаплоидные потомки полиплоидных родителей.
- Эугаплоиды — растения с нормальным для данного генома числом хромосом.
- Анеугаплоиды — растения с числом хромосом, отклоняющимся от нормального для данного генома.
- Псевдогаплоиды — гаплоиды, произошедшие от автополиплоидов.
- Матроклинные гаплоиды — растения, произошедшие от яйцеклетки с редуцированным числом хромосом, или из клеток зародышевого мешка выполняющих функции яйцеклетки. К этому типу относят подавляющее большинство гаплоидов.
- Андрогенные гаплоиды — гаплоидные растения, развивающиеся из яйцеклетки или клеток зародышевого мешка, хромосомы которых замещены хромосомами спермия. Этот вид гаплоидии известен у небольшого числа видов.
- Андроклинные гаплоиды — гаплоидные растения, произошедшие из клеток мужского гаметофита — пыльцевых зерен. Получение андроклинных гаплоидов возможно только экспериментальным путём.
- Моноплоиды, или моногаплоиды — гаплоиды, имеющие один геном.
- Полигаплоиды — гаплоиды, несущие два или более одинаковых — в случае автополигаплоидов, либо различных — в случае аллополигаплоидов, генома[4].

## Чередование гаплоидной и диплоидной фаз в жизненном цикле
В норме у большинства организмов, для которых известен половой процесс, в жизненном цикле происходит правильное чередование гаплоидной и диплоидной фаз. Гаплоидные клетки образуются в результате мейотического деления диплоидных клеток, после чего у некоторых организмов (растения, водоросли, грибы) могут размножаться при помощи митотических делений с образованием гаплоидного многоклеточного тела или нескольких поколений гаплоидных клеток-потомков. Диплоидные клетки образуются из гаплоидных в результате полового процесса (слияния половых клеток, или гамет) с образованием зиготы, после чего могут размножаться при помощи митотических делений (у растений, водорослей и некоторых других протистов, животных) с образованием диплоидного многоклеточного тела или диплоидных клеток-потомков.

## Полиплоидия

Образование автополиплоидов. В процессе неудачного мейоза диплоидной клетки образуются диплоидные гаметы, которые сливаются с образованием тетраплоидной зиготы

Полиплоиди́ей (др.-греч. πολύς — многочисленный, πλοῦς — зд. попытка и εἶδος — вид) называют кратное увеличение количества хромосом в клетке эукариот.
Полиплоидия гораздо чаще встречается среди растений, нежели среди животных. Среди раздельнополых животных описана у нематод, в частности аскарид, а также у ряда представителей земноводных. Так, для европейских съедобных лягушек Pelophylax esculentus, являющихся стабильным гемиклонально размножающимся межвидовым гибридом лягушек Р. ridibundus и Р. lessonae, типична триплоидия (3n = 36).
В растительном мире экологический успех во многих случаях обусловлен гибридизацией и появлением полиплоидных форм. В целом около 70 % растений полиплоидны, при этом преобладает аллополиплоидия. У ряда видов описаны внутривидовые и даже внутрисортовые полиплоидные серии.
Искусственно полиплоидия вызывается ядами, разрушающими веретено деления, такими как колхицин.
Различают автополиплоидию и аллополиплоидию.
- А́втополиплоиди́я — наследственное изменение, кратное увеличение числа наборов хромосом в клетках организма одного и того же биологического вида. На основе искусственной автополиплоидии синтезированы новые формы и сорта ржи, гречихи, сахарной свёклы и других растений[8].

- А́ллополиплоиди́я — кратное увеличение количества хромосом у гибридных организмов. Возникает при межвидовой и межродовой гибридизации[5].

## Миксоплоидия
Явление впервые описал в 1931 году Богумил Немец у лука голубого (Allium caeruleum). В настоящее время это широко употребляемый термин, означающий наличие и сосуществование в одной ткани, помимо диплоидных, клеток других уровней плоидности, в частности полиплоидных. Для растений миксоплодия скорее правило, чем исключение.

## Нарушения плоидности у человека
У человека, как и у подавляющего большинства многоклеточных животных, большая часть клеток диплоидна. Гаплоидны только зрелые половые клетки, или гаметы. Нарушения плоидности (как анеуплоидия, так и более редкая полиплоидия) приводят к серьёзным болезненным изменениям. Примеры анеуплоидии у человека: синдром Дауна — трисомия по 21-й хромосоме (21-я хромосома представлена тремя копиями), синдром Клайнфельтера — избыточная X-хромосома (XXY), синдром Шерешевского — Тёрнера — моносомия по одной из половых хромосом (X0). Описаны также трисомия по X-хромосоме и случаи трисомии по некоторым другим аутосомам (помимо 21-й). Примеры полиплоидии редки, однако известны как абортивные триплоидные зародыши, так и триплоидные новорождённые (срок их жизни при этом не превышает нескольких дней) и диплоидно-триплоидные мозаики.